# Campeonato Mundial de Baloncesto Sub-19 de 2023
El Campeonato Mundial de Baloncesto Masculino Sub-19 de 2023 fue la decimosexta edición del torneo organizado por FIBA que enfrentó a los seleccionados nacionales juveniles de 19 años o menos. Se desarrolló en la ciudad de Debrecen, Hungría, desde el 24 de junio hasta el 2 de julio de 2023.

## Clasificación
| Competición                                               | Fecha                           | Sede         | Plazas | Equipos clasificados                    |
| --------------------------------------------------------- | ------------------------------- | ------------ | ------ | --------------------------------------- |
| País anfitrión                                            | –                               | –            | 1      | Hungría                                 |
| Campeonato FIBA África Sub-18 de 2022                     | 4–14 de agosto de 2022          | Antananarivo | 2      | Egipto Madagascar                       |
| Campeonato FIBA Américas Sub-18 de 2022                   | 6–12 de junio de 2022           | Tijuana      | 4      | Argentina Brasil Canadá Estados Unidos  |
| Campeonato FIBA Asia Sub-18 de 2022                       | 21–28 de agosto de 2022         | Teherán      | 4      | China Corea del Sur Japón Líbano        |
| Campeonato Europeo de Baloncesto Masculino Sub-18 de 2022 | 30 de julio–7 de agosto de 2022 | Esmirna      | 5      | Eslovenia España Francia Serbia Turquía |
| Total                                                     | Total                           |              | 16     | 16                                      |

## Sorteo
Para el sorteo de los grupos, los equipos participantes fueron distribuidos sobre la base de principios de calidad y geografía en los siguientes cuatro bombos.
| Bombo 1                              | Bombo 2                          | Bombo 3                          | Bombo 4                            |
| ------------------------------------ | -------------------------------- | -------------------------------- | ---------------------------------- |
| Estados Unidos Brasil España Hungría | Turquía Serbia Eslovenia Francia | Corea del Sur Japón China Líbano | Canadá Argentina Egipto Madagascar |

El sorteo tuvo lugar el 14 de marzo de 2023 y contó con la presencia de los exjugadores Dino Rađa de Croacia y Róbert Gulyás de Hungría.
| Grupo A                     | Grupo B                                    | Grupo C                    | Grupo D                                 |
| --------------------------- | ------------------------------------------ | -------------------------- | --------------------------------------- |
| Canadá Francia China España | Líbano Estados Unidos Madagascar Eslovenia | Serbia Japón Brasil Egipto | Argentina Corea del Sur Hungría Turquía |

## Fase de grupos
Todos los horarios corresponden al huso horario local (UTC+2).

### Grupo A
| Pos. | Equipo  | PJ | G | P | PF  | PC  | DP  | Pts |
| ---- | ------- | -- | - | - | --- | --- | --- | --- |
| 1    | España  | 3  | 3 | 0 | 254 | 199 | +55 | 6   |
| 2    | Francia | 3  | 2 | 1 | 232 | 219 | +13 | 5   |
| 3    | Canadá  | 3  | 1 | 2 | 212 | 242 | −30 | 4   |
| 4    | China   | 3  | 0 | 3 | 216 | 254 | −38 | 3   |

 Fuente: FIBA
Fecha 1
| 24 de junio de 2023 | Francia                                              | 83–63                                | China                                       | Debrecen                                                                                    |  |
| 19:30               | Parciales: 17-18, 20-17, 21-19, 25-9                 | Parciales: 17-18, 20-17, 21-19, 25-9 | Parciales: 17-18, 20-17, 21-19, 25-9        |                                                                                             |  |
|                     | Estadísticas M. Ajinça 18 A. Sarr 9 Tres jugadores 4 | Reporte Pts Reb Asts                 | Estadísticas 14 Yang H. 8 Wang H. 6 Wang H. | Pabellón: Oláh Gábor Utcai Sportcsarnok Árbitros: Daniel García Glenn Cornelio Wael Mostafa |  |

| 24 de junio de 2023 | Canadá                                               | 56–83                                 | España                                                   | Debrecen                                                                |  |
| 20:00               | Parciales: 10-24, 13-18, 17-20, 16-21                | Parciales: 10-24, 13-18, 17-20, 16-21 | Parciales: 10-24, 13-18, 17-20, 16-21                    |                                                                         |  |
|                     | Estadísticas M. Nwoko 18 E. Fisher 7 J. Williamson 3 | Reporte Pts Reb Asts                  | Estadísticas 17 I. Almansa 8 I. Almansa 4 Tres jugadores | Pabellón: Főnix Aréna Árbitros: Oskars Lucis Blanca Burns Péter Praksch |  |

Fecha 2
| 25 de junio de 2023 | España                                                 | 88–69                                 | Francia                                            | Debrecen                                                                                     |  |
| 14:30               | Parciales: 18-18, 27-13, 24-19, 19-19                  | Parciales: 18-18, 27-13, 24-19, 19-19 | Parciales: 18-18, 27-13, 24-19, 19-19              |                                                                                              |  |
|                     | Estadísticas I. Almansa 21 I. Almansa 7 L. Langarita 7 | Reporte Pts Reb Asts                  | Estadísticas 17 M. Ajinça 8 Z. Perrin 6 A. Bouzidi | Pabellón: Oláh Gábor Utcai Sportcsarnok Árbitros: Amy Bonner Beniamino Attard Daigo Urushima |  |

| 25 de junio de 2023 | China                                              | 79–88                                | Canadá                                        | Debrecen                                                                     |  |
| 15:00               | Parciales: 20-23, 8-18, 15-10, 36-37               | Parciales: 20-23, 8-18, 15-10, 36-37 | Parciales: 20-23, 8-18, 15-10, 36-37          |                                                                              |  |
|                     | Estadísticas Zhao W. L. 25 Yang H. 15 Zhao W. L. 4 | Reporte Pts Reb Asts                 | Estadísticas 17 X. Lee 13 J. Pitt 4 E. Fisher | Pabellón: Főnix Aréna Árbitros: Yener Yılmaz Yevgeniy Mikheyev Rabah Noujaim |  |

Fecha 3
| 27 de junio de 2023 | China                                      | 74–83                                 | España                                              | Debrecen                                                                                       |  |
| 12:30               | Parciales: 25-24, 19-15, 16-22, 14-22      | Parciales: 25-24, 19-15, 16-22, 14-22 | Parciales: 25-24, 19-15, 16-22, 14-22               |                                                                                                |  |
|                     | Estadísticas Wang J. 21 Yang H. 9 Sun Y. 3 | Reporte Pts Reb Asts                  | Estadísticas 24 I. Almansa 10 B. Miller 7 B. Miller | Pabellón: Oláh Gábor Utcai Sportcsarnok Árbitros: Leonardo Zalazar Péter Praksch Arnold Moseya |  |

| 27 de junio de 2023 | Canadá                                         | 68–80                                | Francia                                           | Debrecen                                                                   |  |
| 12:30               | Parciales: 22-25, 21-18, 6-22, 19-15           | Parciales: 22-25, 21-18, 6-22, 19-15 | Parciales: 22-25, 21-18, 6-22, 19-15              |                                                                            |  |
|                     | Estadísticas X. Lee 15 M. Nwoko 10 T. Hurley 4 | Reporte Pts Reb Asts                 | Estadísticas 23 M. Ajinça 15 Z. Perrin 5 N. Penda | Pabellón: Főnix Aréna Árbitros: Kristian Páez Viola Györgyi Martin Horozov |  |

### Grupo B
| Pos. | Equipo         | PJ | G | P | PF  | PC  | DP   | Pts |
| ---- | -------------- | -- | - | - | --- | --- | ---- | --- |
| 1    | Estados Unidos | 3  | 3 | 0 | 335 | 211 | +124 | 6   |
| 2    | Eslovenia      | 3  | 2 | 1 | 220 | 206 | +14  | 5   |
| 3    | Madagascar     | 3  | 1 | 2 | 223 | 276 | −53  | 4   |
| 4    | Líbano         | 3  | 0 | 3 | 194 | 279 | −85  | 3   |

 Fuente: FIBA
Fecha 1
| 24 de junio de 2023 | Líbano                                               | 58–74                                | Eslovenia                                            | Debrecen                                                                                         |  |
| 12:00               | Parciales: 13-22, 19-22, 9-13, 17-17                 | Parciales: 13-22, 19-22, 9-13, 17-17 | Parciales: 13-22, 19-22, 9-13, 17-17                 |                                                                                                  |  |
|                     | Estadísticas B. Mansour 20 K. Zamatta 7 G. Sleiman 3 | Reporte Pts Reb Asts                 | Estadísticas 20 J. Vide 6 B. Tratar 3 Tres jugadores | Pabellón: Oláh Gábor Utcai Sportcsarnok Árbitros: Leonardo Zalazar Park Kyoungjin Waseem Husainy |  |

| 24 de junio de 2023 | Estados Unidos                                      | 136–69                                | Madagascar                                                                            | Debrecen                                                            |  |
| 12:30               | Parciales: 29-19, 40-17, 29-16, 38-17               | Parciales: 29-19, 40-17, 29-16, 38-17 | Parciales: 29-19, 40-17, 29-16, 38-17                                                 |                                                                     |  |
|                     | Estadísticas T. Johnson 21 O. Biliew 8 K. Boswell 7 | Reporte Pts Reb Asts                  | Estadísticas 28 M. M'Madi 4 L. Rakotonanahary, L. Andriatsarafara 3 L. Rakotonanahary | Pabellón: Főnix Aréna Árbitros: Yu Jung Viola Györgyi Arnold Moseya |  |

Fecha 2
| 25 de junio de 2023 | Madagascar                                                    | 83–66                                | Líbano                                            | Debrecen                                                                                    |  |
| 19:30               | Parciales: 24-12, 14-18, 22-6, 23-30                          | Parciales: 24-12, 14-18, 22-6, 23-30 | Parciales: 24-12, 14-18, 22-6, 23-30              |                                                                                             |  |
|                     | Estadísticas M. M'Madi 34 J. Rabibisoa 15 L. Rakotonanahary 6 | Reporte Pts Reb Asts                 | Estadísticas 19 K. Rtail 11 K. Zamatta 6 J. Samra | Pabellón: Oláh Gábor Utcai Sportcsarnok Árbitros: Kristian Páez Ariadna Chueca Wael Mostafa |  |

| 25 de junio de 2023 | Eslovenia                                                  | 72–77                                 | Estados Unidos                                    | Debrecen                                                                    |  |
| 20:00               | Parciales: 19-16, 21-17, 21-19, 11-25                      | Parciales: 19-16, 21-17, 21-19, 11-25 | Parciales: 19-16, 21-17, 21-19, 11-25             |                                                                             |  |
|                     | Estadísticas S. Macura 19 S. Macura, M. Mivšek 5 J. Vide 5 | Reporte Pts Reb Asts                  | Estadísticas 14 T. Awaka 11 T. Awaka 3 T. Johnson | Pabellón: Főnix Aréna Árbitros: Leonardo Zalazar Péter Praksch Carlos Vélez |  |

Fecha 3
| 27 de junio de 2023 | Madagascar                                               | 71–74                                 | Eslovenia                                         | Debrecen                                                                                       |  |
| 15:00               | Parciales: 19-16, 15-22, 17-23, 20-13                    | Parciales: 19-16, 15-22, 17-23, 20-13 | Parciales: 19-16, 15-22, 17-23, 20-13             |                                                                                                |  |
|                     | Estadísticas F. Heritiana 18 J. Rabibisoa 11 M. M'Madi 5 | Reporte Pts Reb Asts                  | Estadísticas 25 J. Vide 13 B. Tratar 7 J. Zemljić | Pabellón: Oláh Gábor Utcai Sportcsarnok Árbitros: Oskars Lucis Park Kyoungjin Beniamino Attard |  |

| 27 de junio de 2023 | Líbano                                                   | 70–122                                | Estados Unidos                                        | Debrecen                                                                   |  |
| 15:00               | Parciales: 20-39, 15-35, 21-22, 14-26                    | Parciales: 20-39, 15-35, 21-22, 14-26 | Parciales: 20-39, 15-35, 21-22, 14-26                 |                                                                            |  |
|                     | Estadísticas A. Sabbagh 13 M. Assaf 9 Cuatro jugadores 3 | Reporte Pts Reb Asts                  | Estadísticas 17 M. Armstrong 11 V. Lubin 5 I. Jackson | Pabellón: Főnix Aréna Árbitros: Daniel García Mohammad Taha Glenn Cornelio |  |

### Grupo C
| Pos. | Equipo | PJ | G | P | PF  | PC  | DP  | Pts |
| ---- | ------ | -- | - | - | --- | --- | --- | --- |
| 1    | Serbia | 3  | 3 | 0 | 224 | 196 | +28 | 6   |
| 2    | Brasil | 3  | 2 | 1 | 239 | 214 | +25 | 5   |
| 3    | Japón  | 3  | 1 | 2 | 220 | 240 | −20 | 4   |
| 4    | Egipto | 3  | 0 | 3 | 196 | 229 | −33 | 3   |

 Fuente: FIBA
Fecha 1
| 24 de junio de 2023 | Serbia                                                      | 74–59                                 | Egipto                                                                | Debrecen                                                                                     |  |
| 14:30               | Parciales: 17-10, 25-17, 17-15, 15-17                       | Parciales: 17-10, 25-17, 17-15, 15-17 | Parciales: 17-10, 25-17, 17-15, 15-17                                 |                                                                                              |  |
|                     | Estadísticas I. Milijašević 16 J. Ristić 9 F. Borovićanin 7 | Reporte Pts Reb Asts                  | Estadísticas 17 B. Elshakery 13 B. Elshakery 3 I. Zahran, K. Elgizawy | Pabellón: Oláh Gábor Utcai Sportcsarnok Árbitros: Yener Yılmaz Rabah Noujaim Gvidas Gedvilas |  |

| 24 de junio de 2023 | Japón                                                                 | 73–94                                 | Brasil                                                                | Debrecen                                                                        |  |
| 15:00               | Parciales: 13-31, 22-22, 18-28, 20-13                                 | Parciales: 13-31, 22-22, 18-28, 20-13 | Parciales: 13-31, 22-22, 18-28, 20-13                                 |                                                                                 |  |
|                     | Estadísticas Y. Kawashima 30 H. Wakugawa 12 H. Wakugawa, L. Rudolph 4 | Reporte Pts Reb Asts                  | Estadísticas 22 R. dos Santos 8 S. Calderon, V. Brandão 5 G. Landeira | Pabellón: Főnix Aréna Árbitros: Jenna Reneau Yevgeniy Mikheyev Beniamino Attard |  |

Fecha 2
| 25 de junio de 2023 | Egipto                                                 | 70–82                                 | Japón                                            | Debrecen                                                                                     |  |
| 12:00               | Parciales: 21-24, 13-23, 12-21, 24-14                  | Parciales: 21-24, 13-23, 12-21, 24-14 | Parciales: 21-24, 13-23, 12-21, 24-14            |                                                                                              |  |
|                     | Estadísticas I. Zahran 20 B. Elshakery 9 K. Elgizawy 4 | Reporte Pts Reb Asts                  | Estadísticas 25 A. Jacobs 9 A. Jacobs 7 T. Okada | Pabellón: Oláh Gábor Utcai Sportcsarnok Árbitros: Martin Horozov Viola Györgyi Mohammad Taha |  |

| 25 de junio de 2023 | Brasil                                                   | 72–74                                 | Serbia                                                       | Debrecen                                                              |  |
| 12:30               | Parciales: 22-21, 15-21, 14-11, 21-21                    | Parciales: 22-21, 15-21, 14-11, 21-21 | Parciales: 22-21, 15-21, 14-11, 21-21                        |                                                                       |  |
|                     | Estadísticas R. dos Santos 18 L. Cardoso 10 V. Brandão 7 | Reporte Pts Reb Asts                  | Estadísticas 21 I. Milijašević 8 L. Đoković 9 I. Milijašević | Pabellón: Főnix Aréna Árbitros: Daniel García Gvidas Gedvilas Yu Jung |  |

Fecha 3
| 27 de junio de 2023 | Brasil                                                            | 73–67                                | Egipto                                                 | Debrecen                                                                                           |  |
| 20:00               | Parciales: 26-15, 21-18, 4-14, 22-20                              | Parciales: 26-15, 21-18, 4-14, 22-20 | Parciales: 26-15, 21-18, 4-14, 22-20                   | |  |
|                     | Estadísticas L. Cardoso 12 S. Calderon, V. Brandão 7 V. Brandão 5 | Reporte Pts Reb Asts                 | Estadísticas 16 I. Zahran 9 B. Elshakery 6 K. Elgizawy | Pabellón: Oláh Gábor Utcai Sportcsarnok Árbitros: Jenna Reneau Krishna Domínguez Ahmed Al-Shuwaili |  |

| 27 de junio de 2023 | Serbia                                                                   | 76–65                                | Japón                                            | Debrecen                                                                      |  |
| 20:00               | Parciales: 22-20, 20-13, 14-26, 20-6                                     | Parciales: 22-20, 20-13, 14-26, 20-6 | Parciales: 22-20, 20-13, 14-26, 20-6             |                                                                               |  |
|                     | Estadísticas I. Milijašević, L. Đoković 17 L. Đoković 9 I. Milijašević 4 | Reporte Pts Reb Asts                 | Estadísticas 16 A. Jacobs 5 A. Jacobs 5 T. Okada | Pabellón: Főnix Aréna Árbitros: Yevgeniy Mikheyev Blanca Burns Waseem Husainy |  |

### Grupo D
| Pos. | Equipo        | PJ | G | P | PF  | PC  | DP  | Pts |
| ---- | ------------- | -- | - | - | --- | --- | --- | --- |
| 1    | Turquía       | 3  | 3 | 0 | 260 | 207 | +53 | 6   |
| 2    | Hungría (H)   | 3  | 2 | 1 | 216 | 215 | +1  | 5   |
| 3    | Argentina     | 3  | 1 | 2 | 221 | 222 | −1  | 4   |
| 4    | Corea del Sur | 3  | 0 | 3 | 211 | 264 | −53 | 3   |

 Fuente: FIBA
Fecha 1
| 24 de junio de 2023 | Argentina                                               | 67–79                                 | Turquía                                                   | Debrecen                                                                                   |  |
| 17:00               | Parciales: 11-15, 20-30, 19-22, 17-12                   | Parciales: 11-15, 20-30, 19-22, 17-12 | Parciales: 11-15, 20-30, 19-22, 17-12                     |                                                                                            |  |
|                     | Estadísticas L. Giovannetti 15 S. Trouet 11 D. Bordón 4 | Reporte Pts Reb Asts                  | Estadísticas 16 S. Yiğitoğlu 13 B. Buyuktuncel 4 A. Sivas | Pabellón: Oláh Gábor Utcai Sportcsarnok Árbitros: Amy Bonner Martin Horozov Daigo Urushima |  |

| 24 de junio de 2023 | Corea del Sur                              | 59–85                                 | Hungría                                                  | Debrecen                                                                 |  |
| 17:30               | Parciales: 13-25, 20-15, 16-22, 10-23      | Parciales: 13-25, 20-15, 16-22, 10-23 | Parciales: 13-25, 20-15, 16-22, 10-23                    |                                                                          |  |
|                     | Estadísticas Moon Y. 15 Lee Y. 5 Moon Y. 3 | Reporte Pts Reb Asts                  | Estadísticas 18 P. Csataljay 8 G. Schmera 7 R. Meszlenyi | Pabellón: Főnix Aréna Árbitros: Kristian Páez Ariadna Chueca Wissam Zein |  |

Fecha 2
| 25 de junio de 2023 | Turquía                                                           | 91–76                                 | Corea del Sur                                       | Debrecen                                                                                      |  |
| 17:00               | Parciales: 22-17, 19-20, 21-22, 29-17                             | Parciales: 22-17, 19-20, 21-22, 29-17 | Parciales: 22-17, 19-20, 21-22, 29-17               |                                                                                               |  |
|                     | Estadísticas B. Buyuktuncel 15 B. Buyuktuncel 13 B. Buyuktuncel 7 | Reporte Pts Reb Asts                  | Estadísticas 22 Moon Y. 8 Seok J. 5 Lee Y., Moon Y. | Pabellón: Oláh Gábor Utcai Sportcsarnok Árbitros: Oskars Lucis Blanca Burns Krishna Domínguez |  |

| 25 de junio de 2023 | Hungría                                             | 67–66                                 | Argentina                                                               | Debrecen                                                                      |  |
| 17:30               | Parciales: 11-13, 20-20, 17-18, 19-15               | Parciales: 11-13, 20-20, 17-18, 19-15 | Parciales: 11-13, 20-20, 17-18, 19-15                                   |                                                                               |  |
|                     | Estadísticas P. Csendes 17 K. Csuti 10 P. Csendes 5 | Reporte Pts Reb Asts                  | Estadísticas 20 L. Giovannetti 10 L. Giovannetti 2 D. Bordón, S. Trouet | Pabellón: Főnix Aréna Árbitros: Jenna Reneau Waseem Husainy Ahmed Al-Shuwaili |  |

Fecha 3
| 27 de junio de 2023 | Argentina                                          | 88–76                                 | Corea del Sur                                    | Debrecen                                                                             |  |
| 17:30               | Parciales: 26-13, 18-19, 23-25, 21-19              | Parciales: 26-13, 18-19, 23-25, 21-19 | Parciales: 26-13, 18-19, 23-25, 21-19            |                                                                                      |  |
|                     | Estadísticas L. Aaliya 25 L. Aaliya 11 D. Bordón 8 | Reporte Pts Reb Asts                  | Estadísticas 21 Yun K. 6 Ku M. 5 Kang S., Lee Y. | Pabellón: Oláh Gábor Utcai Sportcsarnok Árbitros: Yu Jung Ariadna Chueca Wissam Zein |  |

| 27 de junio de 2023 | Hungría                                                            | 64–90                                 | Turquía                                                                   | Debrecen                                                                |  |
| 17:30               | Parciales: 14-27, 20-31, 15-10, 15-22                              | Parciales: 14-27, 20-31, 15-10, 15-22 | Parciales: 14-27, 20-31, 15-10, 15-22                                     |                                                                         |  |
|                     | Estadísticas P. Csataljay 17 R. Meszlenyi, K. Csuti 3 P. Csendes 5 | Reporte Pts Reb Asts                  | Estadísticas 18 Y. Mestoğlu 5 Y. Mestoğlu, B. Buyuktuncel 9 T. Yıldızoğlu | Pabellón: Főnix Aréna Árbitros: Amy Bonner Gvidas Gedvilas Carlos Vélez |  |

## Fase final

### Cuadro de finales
|  | Octavos de final | Octavos de final | Octavos de final |                |    | Cuartos de final | Cuartos de final | Cuartos de final |  |    | Semifinales | Semifinales | Semifinales |    |                    | Final              | Final              | Final      |  |
|  | 28 de junio      | 28 de junio      | 28 de junio      |                |    | 30 de junio      | 30 de junio      | 30 de junio      |  |    | 1 de julio  | 1 de julio  | 1 de julio  |    |                    | 2 de julio         | 2 de julio         | 2 de julio |  |
|  |                  |                  |                  |                |    |                  |                  |                  |  |    |             |             |             |    |                    |                    |                    |            |  |
|  |                  |                  |                  |                |    |                  |                  |                  |  |    |             |             |             |    |                    |                    |                    |            |  |
|  | A1               | España           | 102              |                |    |                  |                  |                  |  |    |             |             |             |    |                    |                    |                    |            |  |
|  | A1               | España           | 102              |                |    |                  |                  |                  |  |    |             |             |             |    |                    |                    |                    |            |  |
|  | B4               | Líbano           | 20               |                |    |                  |                  |                  |  |    |             |             |             |    |                    |                    |                    |            |  |
|  | B4               | Líbano           | 20               |                | A1 | España           | 85               |                  |  |    |             |             |             |    |                    |                    |                    |            |  |
|  |                  |                  |                  |                | A1 | España           | 85               |                  |  |    |             |             |             |    |                    |                    |                    |            |  |
|  |                  |                  | D3               | Argentina      | 47 |                  |                  |                  |  |    |             |             |             |    |                    |                    |                    |            |  |
|  | C2               | Brasil           | D3               | Argentina      | 47 | 85               |                  |                  |  |    |             |             |             |    |                    |                    |                    |            |  |
|  | C2               | Brasil           |                  |                |    |                  |                  |                  |  |    |             |             |             |    |                    |                    |                    |            |  |
|  | D3               | Argentina        | 87               |                |    |                  |                  |                  |  |    |             |             |             |    |                    |                    |                    |            |  |
|  | D3               | Argentina        | 87               |                |    |                  |                  |                  |  | A1 | España      | 83          |             |    |                    |                    |                    |            |  |
|  |                  |                  |                  |                |    |                  |                  |                  |  | A1 | España      | 83          |             |    |                    |                    |                    |            |  |
|  |                  |                  | D1               | Turquía        | 51 |                  |                  |                  |  |    |             |             |             |    |                    |                    |                    |            |  |
|  | A3               | Canadá           | D1               | Turquía        | 51 | 90               |                  |                  |  |    |             |             |             |    |                    |                    |                    |            |  |
|  | A3               | Canadá           |                  |                |    |                  |                  |                  |  |    |             |             |             |    |                    |                    |                    |            |  |
|  | B2               | Eslovenia        | 69               |                |    |                  |                  |                  |  |    |             |             |             |    |                    |                    |                    |            |  |
|  | B2               | Eslovenia        | 69               |                | A3 | Canadá           | 73               |                  |  |    |             |             |             |    |                    |                    |                    |            |  |
|  |                  |                  |                  |                | A3 | Canadá           | 73               |                  |  |    |             |             |             |    |                    |                    |                    |            |  |
|  |                  |                  | D1               | Turquía        | 97 |                  |                  |                  |  |    |             |             |             |    |                    |                    |                    |            |  |
|  | C4               | Egipto           | D1               | Turquía        | 97 | 53               |                  |                  |  |    |             |             |             |    |                    |                    |                    |            |  |
|  | C4               | Egipto           |                  |                |    |                  |                  |                  |  |    |             |             |             |    |                    |                    |                    |            |  |
|  | D1               | Turquía          | 72               |                |    |                  |                  |                  |  |    |             |             |             |    |                    |                    |                    |            |  |
|  | D1               | Turquía          | 72               |                |    |                  |                  |                  |  |    |             |             |             |    | A1                 | España             | 73                 |            |  |
|  |                  |                  |                  |                |    |                  |                  |                  |  |    |             |             |             |    | A1                 | España             | 73                 |            |  |
|  |                  |                  | A2               | Francia        | 69 |                  |                  |                  |  |    |             |             |             |    |                    |                    |                    |            |  |
|  | A2               | Francia          | A2               | Francia        | 69 | 119              |                  |                  |  |    |             |             |             |    |                    |                    |                    |            |  |
|  | A2               | Francia          |                  |                |    |                  |                  |                  |  |    |             |             |             |    |                    |                    |                    |            |  |
|  | B3               | Madagascar       | 56               |                |    |                  |                  |                  |  |    |             |             |             |    |                    |                    |                    |            |  |
|  | B3               | Madagascar       | 56               |                | A2 | Francia          | 98               |                  |  |    |             |             |             |    |                    |                    |                    |            |  |
|  |                  |                  |                  |                | A2 | Francia          | 98               |                  |  |    |             |             |             |    |                    |                    |                    |            |  |
|  |                  |                  | C1               | Serbia         | 59 |                  |                  |                  |  |    |             |             |             |    |                    |                    |                    |            |  |
|  | C1               | Serbia           | C1               | Serbia         | 59 | 115              |                  |                  |  |    |             |             |             |    |                    |                    |                    |            |  |
|  | C1               | Serbia           |                  |                |    |                  |                  |                  |  |    |             |             |             |    |                    |                    |                    |            |  |
|  | D4               | Corea del Sur    | 83               |                |    |                  |                  |                  |  |    |             |             |             |    |                    |                    |                    |            |  |
|  | D4               | Corea del Sur    | 83               |                |    |                  |                  |                  |  | A2 | Francia     | 89          |             |    |                    |                    |                    |            |  |
|  |                  |                  |                  |                |    |                  |                  |                  |  | A2 | Francia     | 89          |             |    |                    |                    |                    |            |  |
|  |                  |                  | B1               | Estados Unidos | 86 |                  |                  |                  |  |    |             |             |             |    |                    |                    |                    |            |  |
|  | A4               | China            | B1               | Estados Unidos | 86 | 69               |                  |                  |  |    |             |             |             |    |                    |                    |                    |            |  |
|  | A4               | China            |                  |                |    |                  |                  |                  |  |    |             |             |             |    |                    |                    |                    |            |  |
|  | B1               | Estados Unidos   | 92               |                |    |                  |                  |                  |  |    |             |             |             |    |                    |                    |                    |            |  |
|  | B1               | Estados Unidos   | 92               |                | B1 | Estados Unidos   | 105              |                  |  |    |             |             |             |    | Partido 3.º puesto | Partido 3.º puesto | Partido 3.º puesto |            |  |
|  |                  |                  |                  |                | B1 | Estados Unidos   | 105              |                  |  |    |             |             |             |    | Partido 3.º puesto | Partido 3.º puesto | Partido 3.º puesto |            |  |
|  |                  |                  | C3               | Japón          | 61 |                  |                  |                  |  |    |             |             |             |    |                    |                    |                    |            |  |
|  | C3               | Japón            | C3               | Japón          | 61 | 63               |                  |                  |  |    |             |             |             | D1 | Turquía            | 84                 |                    |            |  |
|  | C3               | Japón            |                  |                |    |                  |                  |                  |  |    |             |             |             | D1 | Turquía            | 84                 |                    |            |  |
|  | D2               | Hungría          | 53               |                |    |                  |                  |                  |  |    |             |             |             |    |                    | B1                 | Estados Unidos     | 70         |  |
|  | D2               | Hungría          | 53               |                |    |                  |                  |                  |  |    |             |             |             |    |                    | B1                 | Estados Unidos     | 70         |  |
|  |                  |                  |                  |                |    |                  |                  |                  |  |    |             |             |             |    |                    |                    |                    |            |  |

#### Octavos de final
| 28 de junio de 2023 | España                                                | 102–20                             | Líbano                                               | Debrecen                                                                                      |  |
| 12:00               | Parciales: 29-2, 33-4, 22-10, 18-4                    | Parciales: 29-2, 33-4, 22-10, 18-4 | Parciales: 29-2, 33-4, 22-10, 18-4                   |                                                                                               |  |
|                     | Estadísticas S. de Larrea 23 D. Gómez 10 I. Almansa 7 | Reporte Pts Reb Asts               | Estadísticas 8 K. Rtail 5 M. Assaf 1 Cinco jugadores | Pabellón: Oláh Gábor Utcai Sportcsarnok Árbitros: Kristian Páez Ahmed Al-Shuwaili Wissam Zein |  |

| 28 de junio de 2023 | Canadá                                             | 90–69                                 | Eslovenia                                                              | Debrecen                                                                    |  |
| 12:30               | Parciales: 23-23, 20-11, 22-13, 25-22              | Parciales: 23-23, 20-11, 22-13, 25-22 | Parciales: 23-23, 20-11, 22-13, 25-22                                  |                                                                             |  |
|                     | Estadísticas E. Fisher 18 E. Fisher 11 E. Fisher 4 | Reporte Pts Reb Asts                  | Estadísticas 15 S. Macura 7 J. Vide, S. Macura 3 G. Škorjanc, N. Belko | Pabellón: Főnix Aréna Árbitros: Amy Bonner Yevgeniy Mikheyev Daigo Urushima |  |

| 28 de junio de 2023 | Francia                                                   | 119–56                               | Madagascar                                                   | Debrecen                                                                                     |  |
| 14:30               | Parciales: 31-10, 24-13, 36-5, 28-28                      | Parciales: 31-10, 24-13, 36-5, 28-28 | Parciales: 31-10, 24-13, 36-5, 28-28                         |                                                                                              |  |
|                     | Estadísticas R. Parmentelot 17 Z. Perrin 12 A. Bouzidi 14 | Reporte Pts Reb Asts                 | Estadísticas 33 M. M'Madi 10 A. Mirando 2 L. Andriatsarafara | Pabellón: Oláh Gábor Utcai Sportcsarnok Árbitros: Gvidas Gedvilas Blanca Burns Mohammad Taha |  |

| 28 de junio de 2023 | China                                        | 69–92                                | Estados Unidos                                      | Debrecen                                                                 |  |
| 15:00               | Parciales: 9-22, 26-28, 24-19, 10-23         | Parciales: 9-22, 26-28, 24-19, 10-23 | Parciales: 9-22, 26-28, 24-19, 10-23                |                                                                          |  |
|                     | Estadísticas Wang H. 20 Yang H. 10 Yang H. 7 | Reporte Pts Reb Asts                 | Estadísticas 15 T. Awaka 14 T. Awaka 7 M. Armstrong | Pabellón: Főnix Aréna Árbitros: Oskars Lucis Ariadna Chueca Wael Mostafa |  |

| 28 de junio de 2023 | Brasil                                                      | 85–87                                 | Argentina                                          | Debrecen                                                                                       |  |
| 17:00               | Parciales: 11-17, 22-24, 20-25, 32-21                       | Parciales: 11-17, 22-24, 20-25, 32-21 | Parciales: 11-17, 22-24, 20-25, 32-21              |                                                                                                |  |
|                     | Estadísticas R. dos Santos 25 R. dos Santos 12 V. Brandão 5 | Reporte Pts Reb Asts                  | Estadísticas 20 L. Aaliya 14 L. Aaliya 4 D. Bordón | Pabellón: Oláh Gábor Utcai Sportcsarnok Árbitros: Daniel García Carlos Vélez Krishna Domínguez |  |

| 28 de junio de 2023 | Japón                                               | 63–53                               | Hungría                                                                | Debrecen                                                                        |  |
| 17:30               | Parciales: 15-13, 20-7, 7-17, 21-16                 | Parciales: 15-13, 20-7, 7-17, 21-16 | Parciales: 15-13, 20-7, 7-17, 21-16                                    |                                                                                 |  |
|                     | Estadísticas A. Jacobs 15 Y. Kawashima 8 T. Okada 7 | Reporte Pts Reb Asts                | Estadísticas 14 R. Meszlenyi 8 G. Schmera 3 P. Csataljay, R. Meszlenyi | Pabellón: Főnix Aréna Árbitros: Leonardo Zalazar Rabah Noujaim Beniamino Attard |  |

| 28 de junio de 2023 | Serbia                                                        | 115–83                                | Corea del Sur                                      | Debrecen                                                                                  |  |
| 19:30               | Parciales: 33-12, 27-16, 27-32, 28-23                         | Parciales: 33-12, 27-16, 27-32, 28-23 | Parciales: 33-12, 27-16, 27-32, 28-23              |                                                                                           |  |
|                     | Estadísticas F. Borovićanin 26 F. Borovićanin 11 L. Đoković 7 | Reporte Pts Reb Asts                  | Estadísticas 22 Moon Y. 7 Lee Y. 4 Moon Y., Yun K. | Pabellón: Oláh Gábor Utcai Sportcsarnok Árbitros: Jenna Reneau Yener Yılmaz Arnold Moseya |  |

| 28 de junio de 2023 | Egipto                                               | 53–72                                | Turquía                                                   | Debrecen                                                              |  |
| 20:00               | Parciales: 11-14, 8-18, 22-23, 12-17                 | Parciales: 11-14, 8-18, 22-23, 12-17 | Parciales: 11-14, 8-18, 22-23, 12-17                      |                                                                       |  |
|                     | Estadísticas Y. Mohamed 14 Y. Mohamed 9 Y. Mohamed 4 | Reporte Pts Reb Asts                 | Estadísticas 12 O. Cengiz 16 S. Yiğitoğlu 5 T. Yıldızoğlu | Pabellón: Főnix Aréna Árbitros: Martin Horozov Yu Jung Park Kyoungjin |  |

#### Cuartos de final
| 30 de junio de 2023 | España                                                 | 85–47                                | Argentina                                                        | Debrecen                                                                     |  |
| 12:30               | Parciales: 15-8, 22-17, 26-11, 22-11                   | Parciales: 15-8, 22-17, 26-11, 22-11 | Parciales: 15-8, 22-17, 26-11, 22-11                             |                                                                              |  |
|                     | Estadísticas B. Miller 18 I. Almansa 10 S. de Larrea 5 | Reporte Pts Reb Asts                 | Estadísticas 8 D. Bordón, L. Giovannetti 6 S. Trouet 4 D. Bordón | Pabellón: Főnix Aréna Árbitros: Amy Bonner Yevgeniy Mikheyev Gvidas Gedvilas |  |

| 30 de junio de 2023 | Canadá                                                      | 73–97                                 | Turquía                                                    | Debrecen                                                                    |  |
| 15:00               | Parciales: 16-32, 14-26, 24-19, 19-20                       | Parciales: 16-32, 14-26, 24-19, 19-20 | Parciales: 16-32, 14-26, 24-19, 19-20                      |                                                                             |  |
|                     | Estadísticas T. Hurley 13 O. Rioux, M. Evbagharu 5 X. Lee 4 | Reporte Pts Reb Asts                  | Estadísticas 27 K. Efeoğlu 13 S. Yiğitoğlu 9 T. Yıldızoğlu | Pabellón: Főnix Aréna Árbitros: Jenna Reneau Beniamino Attard Péter Praksch |  |

| 30 de junio de 2023 | Estados Unidos                                         | 105–61                                | Japón                                                  | Debrecen                                                               |  |
| 17:30               | Parciales: 23-21, 25-15, 29-10, 28-15                  | Parciales: 23-21, 25-15, 29-10, 28-15 | Parciales: 23-21, 25-15, 29-10, 28-15                  |                                                                        |  |
|                     | Estadísticas Tres jugadores 15 T. Awaka 10 D. Harper 7 | Reporte Pts Reb Asts                  | Estadísticas 20 A. Jacobs 7 Y. Kawashima 5 H. Wakugawa | Pabellón: Főnix Aréna Árbitros: Kristian Páez Carlos Vélez Wissam Zein |  |

| 30 de junio de 2023 | Francia                                                       | 98–59                                 | Serbia                                                                        | Debrecen                                                                      |  |
| 20:00               | Parciales: 27-17, 29-10, 27-12, 15-20                         | Parciales: 27-17, 29-10, 27-12, 15-20 | Parciales: 27-17, 29-10, 27-12, 15-20                                         |                                                                               |  |
|                     | Estadísticas M. Ajinça 23 Z. Perrin 9 A. Bouzidi, Z. Perrin 4 | Reporte Pts Reb Asts                  | Estadísticas 13 F. Borovićanin, L. Đoković 11 F. Borovićanin 4 I. Milijašević | Pabellón: Főnix Aréna Árbitros: Leonardo Zalazar Waseem Husainy Rabah Noujaim |  |

#### Semifinales
| 1 de julio de 2023 | Francia                                                           | 89–86                                 | Estados Unidos                                            | Debrecen                                                                    |  |
| 17:30              | Parciales: 23-23, 18-21, 29-22, 19-20                             | Parciales: 23-23, 18-21, 29-22, 19-20 | Parciales: 23-23, 18-21, 29-22, 19-20                     |                                                                             |  |
|                    | Estadísticas Z. Perrin 18 Z. Perrin 9 R. Parmentelot, Z. Perrin 5 | Reporte Pts Reb Asts                  | Estadísticas 17 M. Armstrong 11 T. Awaka 2 Tres jugadores | Pabellón: Főnix Aréna Árbitros: Daniel García Kristian Páez Gvidas Gedvilas |  |

| 1 de julio de 2023 | España                                                           | 83–51                                | Turquía                                                          | Debrecen                                                                       |  |
| 20:00              | Parciales: 24-17, 25-14, 18-7, 16-13                             | Parciales: 24-17, 25-14, 18-7, 16-13 | Parciales: 24-17, 25-14, 18-7, 16-13                             |                                                                                |  |
|                    | Estadísticas J. Rodríguez 20 I. Almansa, I. Nogués 8 R. Villar 5 | Reporte Pts Reb Asts                 | Estadísticas 12 K. Efeoğlu 5 K. Efeoğlu, S. Yiğitoğlu 3 M. Tunca | Pabellón: Főnix Aréna Árbitros: Leonardo Zalazar Martin Horozov Waseem Husainy |  |

#### Partido por el 3.º puesto
| 2 de julio de 2023 | Turquía                                                       | 84–70                                 | Estados Unidos                                         | Debrecen                                                                 |  |
| 17:30              | Parciales: 25-18, 14-15, 17-13, 28-24                         | Parciales: 25-18, 14-15, 17-13, 28-24 | Parciales: 25-18, 14-15, 17-13, 28-24                  |                                                                          |  |
|                    | Estadísticas T. Yıldızoğlu 20 S. Yiğitoğlu 11 T. Yıldızoğlu 8 | Reporte Pts Reb Asts                  | Estadísticas 15 D. Harper 13 T. Awaka 2 Tres jugadores | Pabellón: Főnix Aréna Árbitros: Kristian Páez Péter Praksch Carlos Vélez |  |

#### Final
| 2 de julio de 2023 | España                                               | 73–69                                             | Francia                                             | Debrecen                                                                   |  |
| 20:00              | Parciales: 19-18, 9-11, 13-14, 22-20 (T.E.: 10-6)    | Parciales: 19-18, 9-11, 13-14, 22-20 (T.E.: 10-6) | Parciales: 19-18, 9-11, 13-14, 22-20 (T.E.: 10-6)   |                                                                            |  |
|                    | Estadísticas J. Rodríguez 18 I. Nogués 7 R. Villar 5 | Reporte Pts Reb Asts                              | Estadísticas 21 M. Ajinça 20 Z. Perrin 6 A. Bouzidi | Pabellón: Főnix Aréna Árbitros: Daniel García Jenna Reneau Gvidas Gedvilas |  |

| Bandera de España        |
| Campeón España 2° título |

### Cuadro por el 5.º-8.º puesto
|  | Semifinales 5.º-8.º | Semifinales 5.º-8.º | Semifinales 5.º-8.º |        |    | Partido 5.º puesto | Partido 5.º puesto | Partido 5.º puesto |  |
|  | 1 de julio          | 1 de julio          | 1 de julio          |        |    | 2 de julio         | 2 de julio         | 2 de julio         |  |
|  |                     |                     |                     |        |    |                    |                    |                    |  |
|  |                     |                     |                     |        |    |                    |                    |                    |  |
|  | D3                  | Argentina           | 106                 |        |    |                    |                    |                    |  |
|  | D3                  | Argentina           | 106                 |        |    |                    |                    |                    |  |
|  | A3                  | Canadá              | 101                 |        |    |                    |                    |                    |  |
|  | A3                  | Canadá              | 101                 |        | D3 | Argentina          | 87                 |                    |  |
|  |                     |                     |                     |        | D3 | Argentina          | 87                 |                    |  |
|  |                     |                     | C1                  | Serbia | 71 |                    |                    |                    |  |
|  | C1                  | Serbia              | C1                  | Serbia | 71 | 99                 |                    |                    |  |
|  | C1                  | Serbia              |                     |        |    | 99                 |                    |                    |  |
|  | C3                  | Japón               | 73                  |        |    | Partido 7.º puesto | Partido 7.º puesto | Partido 7.º puesto |  |
|  | C3                  | Japón               | 73                  |        |    | Partido 7.º puesto | Partido 7.º puesto | Partido 7.º puesto |  |
|  |                     |                     |                     |        |    |                    |                    |                    |  |
|  |                     |                     |                     |        |    | A3                 | Canadá             | 107                |  |
|  |                     |                     |                     |        |    | A3                 | Canadá             | 107                |  |
|  |                     |                     |                     |        |    | C3                 | Japón              | 58                 |  |
|  |                     |                     |                     |        |    | C3                 | Japón              | 58                 |  |
|  |                     |                     |                     |        |    |                    |                    |                    |  |

#### Semifinales del 5.º-8.º puesto
| 1 de julio de 2023 | Argentina                                           | 106–101                                            | Canadá                                             | Debrecen                                                                |  |
| 12:30              | Parciales: 17-33, 26-28, 28-19, 18-9 (T.E.: 17-12)  | Parciales: 17-33, 26-28, 28-19, 18-9 (T.E.: 17-12) | Parciales: 17-33, 26-28, 28-19, 18-9 (T.E.: 17-12) |                                                                         |  |
|                    | Estadísticas L. Aaliya 31 L. Aaliya 20 D. Collomb 4 | Reporte Pts Reb Asts                               | Estadísticas 21 X. Lee 9 J. Pitt 8 X. Lee          | Pabellón: Főnix Aréna Árbitros: Oskars Lucis Blanca Burns Rabah Noujaim |  |

| 1 de julio de 2023 | Serbia                                                                    | 99–73                                 | Japón                                              | Debrecen                                                                   |  |
| 15:00              | Parciales: 24-16, 21-28, 31-12, 23-17                                     | Parciales: 24-16, 21-28, 31-12, 23-17 | Parciales: 24-16, 21-28, 31-12, 23-17              |                                                                            |  |
|                    | Estadísticas I. Milijašević 22 L. Đoković 11 L. Đoković, I. Milijašević 8 | Reporte Pts Reb Asts                  | Estadísticas 20 A. Jacobs 5 A. Jacobs 5 L. Rudolph | Pabellón: Főnix Aréna Árbitros: Amy Bonner Yevgeniy Mikheyev Péter Praksch |  |

#### Partido por el 7.º puesto
| 2 de julio de 2023 | Canadá                                                | 107–58                                | Japón                                                                       | Debrecen                                                                                     |  |
| 17:30              | Parciales: 24-18, 29-13, 29-17, 25-10                 | Parciales: 24-18, 29-13, 29-17, 25-10 | Parciales: 24-18, 29-13, 29-17, 25-10                                       |                                                                                              |  |
|                    | Estadísticas J. Dumont 21 J. Dumont 9 J. Williamson 5 | Reporte Pts Reb Asts                  | Estadísticas 14 Y. Kawashima, A. Jacobs 8 A. Jacobs 4 T. Okada, H. Wakugawa | Pabellón: Oláh Gábor Utcai Sportcsarnok Árbitros: Amy Bonner Beniamino Attard Ariadna Chueca |  |

#### Partido por el 5.º puesto
| 2 de julio de 2023 | Argentina                                                         | 87–71                                 | Serbia                                                                            | Debrecen                                                                  |  |
| 15:00              | Parciales: 18-14, 18-27, 25-20, 26-10                             | Parciales: 18-14, 18-27, 25-20, 26-10 | Parciales: 18-14, 18-27, 25-20, 26-10                                             |                                                                           |  |
|                    | Estadísticas L. Aaliya 18 S. Trouet 8 L. Giovannetti, L. Fresno 3 | Reporte Pts Reb Asts                  | Estadísticas 21 F. Borovićanin 14 F. Borovićanin 3 F. Borovićanin, I. Milijašević | Pabellón: Főnix Aréna Árbitros: Martin Horozov Blanca Burns Rabah Noujaim |  |

### Cuadro por el 9.º-16.º puesto
|  | Partido 13.º puesto | Partido 13.º puesto |               |        | Semifinales 13.º-16.º | Semifinales 13.º-16.º |            |            | Cuartos de final 9.º-16.º | Cuartos de final 9.º-16.º |               |        | Semifinales 9.º-12.º | Semifinales 9.º-12.º |  |  | Partido 9.º puesto | Partido 9.º puesto |
|  |                     |                     |               |        |                       |                       |            |            |                           |                           |               |        |                      |                      |  |  |                    |                    |
|  |                     |                     |               |        |                       |                       |            |            | 30 de junio               |                           |               |        |                      |                      |  |  |                    |                    |
|  |                     |                     |               |        |                       |                       |            |            |                           |                           |               |        |                      |                      |  |  |                    |                    |
|  | 2 de julio          | 2 de julio          |               |        | 1 de julio            | 1 de julio            |            |            | Líbano                    | 49                        |               |        | 1 de julio           | 1 de julio           |  |  | 2 de julio         | 2 de julio         |
|  | 2 de julio          | 2 de julio          |               |        | 1 de julio            | 1 de julio            |            |            | Líbano                    | 49                        |               |        | 1 de julio           | 1 de julio           |  |  | 2 de julio         | 2 de julio         |
|  | 2 de julio          | 2 de julio          |               |        | 1 de julio            | 1 de julio            | Brasil     | 72         |                           |                           |               |        | 1 de julio           | 1 de julio           |  |  | 2 de julio         | 2 de julio         |
|  | 2 de julio          | 2 de julio          |               | Líbano | 77                    |                       | Brasil     | 72         |                           |                           |               | Brasil | 68                   |                      |  |  | 2 de julio         | 2 de julio         |
|  | 2 de julio          | 2 de julio          | 30 de junio   | Líbano | 77                    |                       |            |            |                           |                           |               | Brasil | 68                   |                      |  |  | 2 de julio         | 2 de julio         |
|  | 2 de julio          | 2 de julio          |               |        | Egipto                | 78                    |            |            | Eslovenia                 | 77                        |               |        |                      |                      |  |  | 2 de julio         | 2 de julio         |
|  | 2 de julio          | 2 de julio          | Eslovenia     | 85     | Egipto                | 78                    |            |            | Eslovenia                 | 77                        |               |        |                      |                      |  |  | 2 de julio         | 2 de julio         |
|  | 2 de julio          | 2 de julio          | Eslovenia     | 85     |                       |                       |            |            |                           |                           |               |        |                      |                      |  |  | 2 de julio         | 2 de julio         |
|  | 2 de julio          | 2 de julio          |               |        | Egipto                | 61                    |            |            |                           |                           |               |        |                      |                      |  |  | 2 de julio         | 2 de julio         |
|  | Egipto              | 104                 |               |        | Egipto                | 61                    | Eslovenia  | 85         |                           |                           |               |        |                      |                      |  |  |                    |                    |
|  | Egipto              | 104                 | 30 de junio   |        |                       |                       | Eslovenia  | 85         |                           |                           |               |        |                      |                      |  |  |                    |                    |
|  | Madagascar          | 64                  |               |        | China                 | 76                    |            |            |                           |                           |               |        |                      |                      |  |  |                    |                    |
|  | Madagascar          | 64                  | Madagascar    | 60     | China                 | 76                    |            |            |                           |                           |               |        |                      |                      |  |  |                    |                    |
|  |                     |                     | Madagascar    | 60     | 1 de julio            | 1 de julio            | 1 de julio | 1 de julio |                           |                           |               |        |                      |                      |  |  |                    |                    |
|  |                     |                     | Corea del Sur | 72     | 1 de julio            | 1 de julio            | 1 de julio | 1 de julio |                           |                           |               |        |                      |                      |  |  |                    |                    |
|  | Partido 15.º puesto | Partido 15.º puesto | Corea del Sur | 72     | Madagascar            | 80                    |            |            |                           |                           | Corea del Sur | 75     | Partido 11.º puesto  | Partido 11.º puesto  |  |  |                    |                    |
|  | Partido 15.º puesto | Partido 15.º puesto | 30 de junio   |        | Madagascar            | 80                    |            |            |                           |                           | Corea del Sur | 75     | Partido 11.º puesto  | Partido 11.º puesto  |  |  |                    |                    |
|  | 2 de julio          | 2 de julio          |               |        | Hungría               | 77                    |            |            | China                     | 94                        |               |        | 2 de julio           | 2 de julio           |  |  |                    |                    |
|  | Líbano              | 73                  | China         | 76     | Hungría               | 77                    | Brasil     | 75         | China                     | 94                        |               |        |                      |                      |  |  |                    |                    |
|  | Líbano              | 73                  | China         | 76     |                       |                       | Brasil     | 75         |                           |                           |               |        |                      |                      |  |  |                    |                    |
|  | Hungría             | 66                  |               |        | Hungría               | 66                    |            |            | Corea del Sur             | 68                        |               |        |                      |                      |  |  |                    |                    |

#### Cuartos de final del 9.º-16.º puesto
| 30 de junio de 2023 | Líbano                                                   | 49–72                                | Brasil                                                  | Debrecen                                                                                      |  |
| 12:00               | Parciales: 12-17, 7-15, 12-10, 18-30                     | Parciales: 12-17, 7-15, 12-10, 18-30 | Parciales: 12-17, 7-15, 12-10, 18-30                    |                                                                                               |  |
|                     | Estadísticas K. Rtail 12 M. Assaf, K. Rtail 8 J. Samra 4 | Reporte Pts Reb Asts                 | Estadísticas 14 S. Calderon 10 L. Cardoso 5 G. Caldeira | Pabellón: Oláh Gábor Utcai Sportcsarnok Árbitros: Martin Horozov Park Kyoungjin Mohammad Taha |  |

| 30 de junio de 2023 | Eslovenia                                                     | 85–61                                 | Egipto                                                 | Debrecen                                                                                    |  |
| 14:30               | Parciales: 23-13, 26-21, 19-13, 17-14                         | Parciales: 23-13, 26-21, 19-13, 17-14 | Parciales: 23-13, 26-21, 19-13, 17-14                  |                                                                                             |  |
|                     | Estadísticas J. Vide 20 A. Osojnik 7 S. Macura, G. Škorjanc 5 | Reporte Pts Reb Asts                  | Estadísticas 12 B. Elshakery 9 I. Zahran 7 K. Elgizawy | Pabellón: Oláh Gábor Utcai Sportcsarnok Árbitros: Oskars Lucis Ariadna Chueca Arnold Moseya |  |

| 30 de junio de 2023 | China                                        | 76–66                                | Hungría                                            | Debrecen                                                                                       |  |
| 17:00               | Parciales: 17-9, 14-24, 24-15, 21-18         | Parciales: 17-9, 14-24, 24-15, 21-18 | Parciales: 17-9, 14-24, 24-15, 21-18               |                                                                                                |  |
|                     | Estadísticas Yang H. 23 Yang H. 10 Yang H. 6 | Reporte Pts Reb Asts                 | Estadísticas 17 K. Csuti 8 K. Csuti 4 R. Meszlenyi | Pabellón: Oláh Gábor Utcai Sportcsarnok Árbitros: Daniel García Blanca Burns Krishna Domínguez |  |

| 30 de junio de 2023 | Madagascar                                                                                | 60–72                                 | Corea del Sur                             | Debrecen                                                                                    |  |
| 19:30               | Parciales: 17-19, 16-16, 11-20, 16-17                                                     | Parciales: 17-19, 16-16, 11-20, 16-17 | Parciales: 17-19, 16-16, 11-20, 16-17     |                                                                                             |  |
|                     | Estadísticas L. Rakotonanahary 13 L. Andriatsarafara 11 J. Rabibisoa, L. Rakotonanahary 6 | Reporte Pts Reb Asts                  | Estadísticas 21 Yun K. 8 Lee Y. 6 Moon Y. | Pabellón: Oláh Gábor Utcai Sportcsarnok Árbitros: Yener Yılmaz Viola Györgyi Glenn Cornelio |  |

#### Semifinales del 13.º-16.º puesto
| 1 de julio de 2023 | Líbano                                           | 77–78                                 | Egipto                                                 | Debrecen                                                                                  |  |
| 12:00              | Parciales: 23-20, 19-17, 19-16, 16-25            | Parciales: 23-20, 19-17, 19-16, 16-25 | Parciales: 23-20, 19-17, 19-16, 16-25                  |                                                                                           |  |
|                    | Estadísticas K. Rtail 28 M. Assaf 6 B. Mansour 7 | Reporte Pts Reb Asts                  | Estadísticas 15 Y. Mohamed 12 Y. Mohamed 7 K. Elgizawy | Pabellón: Oláh Gábor Utcai Sportcsarnok Árbitros: Yener Yılmaz Viola Györgyi Carlos Vélez |  |

| 1 de julio de 2023 | Madagascar                                               | 80–77                                 | Hungría                                                           | Debrecen                                                                                  |  |
| 17:00              | Parciales: 25-21, 13-26, 25-10, 17-20                    | Parciales: 25-21, 13-26, 25-10, 17-20 | Parciales: 25-21, 13-26, 25-10, 17-20                             |                                                                                           |  |
|                    | Estadísticas M. M'Madi 24 J. Rabibisoa 15 J. Rabibisoa 4 | Reporte Pts Reb Asts                  | Estadísticas 24 K. Csuti 10 K. Csuti 5 P. Csataljay, R. Meszlenyi | Pabellón: Oláh Gábor Utcai Sportcsarnok Árbitros: Yu Jung Ahmed Al-Shuwaili Arnold Moseya |  |

#### Semifinales del 9.º-12.º puesto
| 1 de julio de 2023 | Brasil                                                   | 68–77                                 | Eslovenia                                         | Debrecen                                                                                          |  |
| 14:30              | Parciales: 16-24, 15-24, 20-10, 17-19                    | Parciales: 16-24, 15-24, 20-10, 17-19 | Parciales: 16-24, 15-24, 20-10, 17-19             |                                                                                                   |  |
|                    | Estadísticas L. Cardoso 19 L. Cardoso 11 R. dos Santos 5 | Reporte Pts Reb Asts                  | Estadísticas 17 S. Macura 13 S. Macura 5 N. Belko | Pabellón: Oláh Gábor Utcai Sportcsarnok Árbitros: Krishna Domínguez Ariadna Chueca Daigo Urushima |  |

| 1 de julio de 2023 | Corea del Sur                              | 75–94                                 | China                                       | Debrecen                                                                                      |  |
| 19:30              | Parciales: 17-24, 13-25, 15-16, 30-29      | Parciales: 17-24, 13-25, 15-16, 30-29 | Parciales: 17-24, 13-25, 15-16, 30-29       |                                                                                               |  |
|                    | Estadísticas Moon Y. 23 Yun K. 6 Kang S. 6 | Reporte Pts Reb Asts                  | Estadísticas 23 Wan M. 15 Yang H. 8 Yang H. | Pabellón: Oláh Gábor Utcai Sportcsarnok Árbitros: Beniamino Attard Wael Mostafa Mohammad Taha |  |

#### Partido por el 15.º puesto
| 2 de julio de 2023 | Líbano                                               | 73–66                                 | Hungría                                                    | Debrecen                                                                      |  |
| 12:30              | Parciales: 23-18, 15-15, 18-11, 17-22                | Parciales: 23-18, 15-15, 18-11, 17-22 | Parciales: 23-18, 15-15, 18-11, 17-22                      |                                                                               |  |
|                    | Estadísticas K. Zamatta 24 K. Zamatta 8 B. Mansour 7 | Reporte Pts Reb Asts                  | Estadísticas 12 R. Ságodi, K. Csuti 7 K. Csuti 6 R. Ságodi | Pabellón: Főnix Aréna Árbitros: Yevgeniy Mikheyev Wael Mostafa Park Kyoungjin |  |

#### Partido por el 13.º puesto
| 2 de julio de 2023 | Egipto                                                 | 104–64                                | Madagascar                                             | Debrecen                                                                                         |  |
| 10:00              | Parciales: 27-11, 32-19, 28-19, 17-15                  | Parciales: 27-11, 32-19, 28-19, 17-15 | Parciales: 27-11, 32-19, 28-19, 17-15                  |                                                                                                  |  |
|                    | Estadísticas B. Elshakery 24 F. Fahmi 8 B. Elshakery 6 | Reporte Pts Reb Asts                  | Estadísticas 22 M. M'Madi 6 Tres jugadores 4 M. M'Madi | Pabellón: Oláh Gábor Utcai Sportcsarnok Árbitros: Krishna Domínguez Daigo Urushima Mohammad Taha |  |

#### Partido por el 11.º puesto
| 2 de julio de 2023 | Brasil                                                   | 75–68                                 | Corea del Sur                            | Debrecen                                                                                    |  |
| 12:30              | Parciales: 14-18, 19-19, 17-12, 25-19                    | Parciales: 14-18, 19-19, 17-12, 25-19 | Parciales: 14-18, 19-19, 17-12, 25-19    |                                                                                             |  |
|                    | Estadísticas R. dos Santos 16 E. Klafke 10 G. Landeira 9 | Reporte Pts Reb Asts                  | Estadísticas 21 Lee Y. 5 Ku M. 8 Moon Y. | Pabellón: Oláh Gábor Utcai Sportcsarnok Árbitros: Oskars Lucis Viola Györgyi Waseem Husainy |  |

#### Partido por el 9.º puesto
| 2 de julio de 2023 | Eslovenia                                            | 85–76                                 | China                                       | Debrecen                                                                                      |  |
| 15:00              | Parciales: 23-27, 19-17, 19-20, 24-12                | Parciales: 23-27, 19-17, 19-20, 24-12 | Parciales: 23-27, 19-17, 19-20, 24-12       |                                                                                               |  |
|                    | Estadísticas J. Zemljić 23 S. Macura 12 J. Zemljić 7 | Reporte Pts Reb Asts                  | Estadísticas 16 Wang H. 8 Yang H. 6 Yang H. | Pabellón: Oláh Gábor Utcai Sportcsarnok Árbitros: Leonardo Zalazar Wissam Zein Glenn Cornelio |  |

## Clasificación final
| Pos.              | Equipo         | Pts | G-P | PF  | PC  | Dif. |
| ----------------- | -------------- | --- | --- | --- | --- | ---- |
| Medalla de oro    | España         | 14  | 7-0 | 597 | 386 | +211 |
| Medalla de plata  | Francia        | 12  | 5-2 | 607 | 493 | +114 |
| Medalla de bronce | Turquía        | 13  | 6-1 | 564 | 486 | +78  |
| 4                 | Estados Unidos | 12  | 5-2 | 688 | 514 | +174 |
| 5                 | Argentina      | 11  | 4-3 | 548 | 564 | −16  |
| 6                 | Serbia         | 12  | 5-2 | 568 | 537 | +31  |
| 7                 | Canadá         | 10  | 3-4 | 583 | 572 | +11  |
| 8                 | Japón          | 9   | 2-5 | 475 | 604 | −129 |
| 9                 | Eslovenia      | 12  | 5-2 | 536 | 501 | +35  |
| 10                | China          | 9   | 2-5 | 531 | 572 | −41  |
| 11                | Brasil         | 11  | 4-3 | 539 | 495 | +44  |
| 12                | Corea del Sur  | 8   | 1-6 | 509 | 608 | −99  |
| 13                | Egipto         | 9   | 2-5 | 492 | 527 | −35  |
| 14                | Madagascar     | 9   | 2-5 | 483 | 648 | −165 |
| 15                | Líbano         | 8   | 1-6 | 413 | 597 | −184 |
| 16                | Hungría        | 9   | 2-5 | 478 | 507 | −29  |

## Premios
Para esta edición de la competencia, además del tradicional quinteto ideal y jugador más valioso, se agregaron nuevos premios: segundo mejor quinteto, mejor jugador defensivo y mejor entrenador. Los premios se anunciaron el 3 de julio.
| Quinteto ideal                                                                      |
| ----------------------------------------------------------------------------------- |
| Mark Armstrong Jordi Rodríguez Zacharie Perrin Berke Buyuktuncel Izan Almansa (MVP) |
| Segundo mejor quinteto                                                              |
| Tan Yıldızoğlu Melvin Ajinça Lee Aaliya Tobe Awaka Yang Hansen                      |
| Mejor jugador defensivo: Asa Newell                                                 |
| Mejor entrenador: Lamine Kebe                                                       |